# Rossiglione
Rossiglione is een gemeente in de Italiaanse provincie Genua (regio Ligurië) en telt 2984 inwoners (31-12-2004). De oppervlakte bedraagt 47,2 km², de bevolkingsdichtheid is 65 inwoners per km².
De volgende frazioni maken deel uit van de gemeente: Garonne.

## Demografie
Rossiglione telt ongeveer 1497 huishoudens. Het aantal inwoners daalde in de periode 1991-2001 met 11,3% volgens cijfers uit de tienjaarlijkse volkstellingen van ISTAT.
| Jaar | Inwoneraantal |
| ---- | ------------- |
| 1991 | 3468          |
| 2001 | 3077          |

## Geografie
De gemeente ligt op ongeveer 300 m boven zeeniveau.
Rossiglione grenst aan de volgende gemeenten: Belforte Monferrato (AL), Bosio (AL), Campo Ligure, Molare (AL), Ovada (AL), Tagliolo Monferrato (AL), Tiglieto.

## Geboren
- Cesare Nosiglia (1944), geestelijke en aartsbisschop

## Galerij

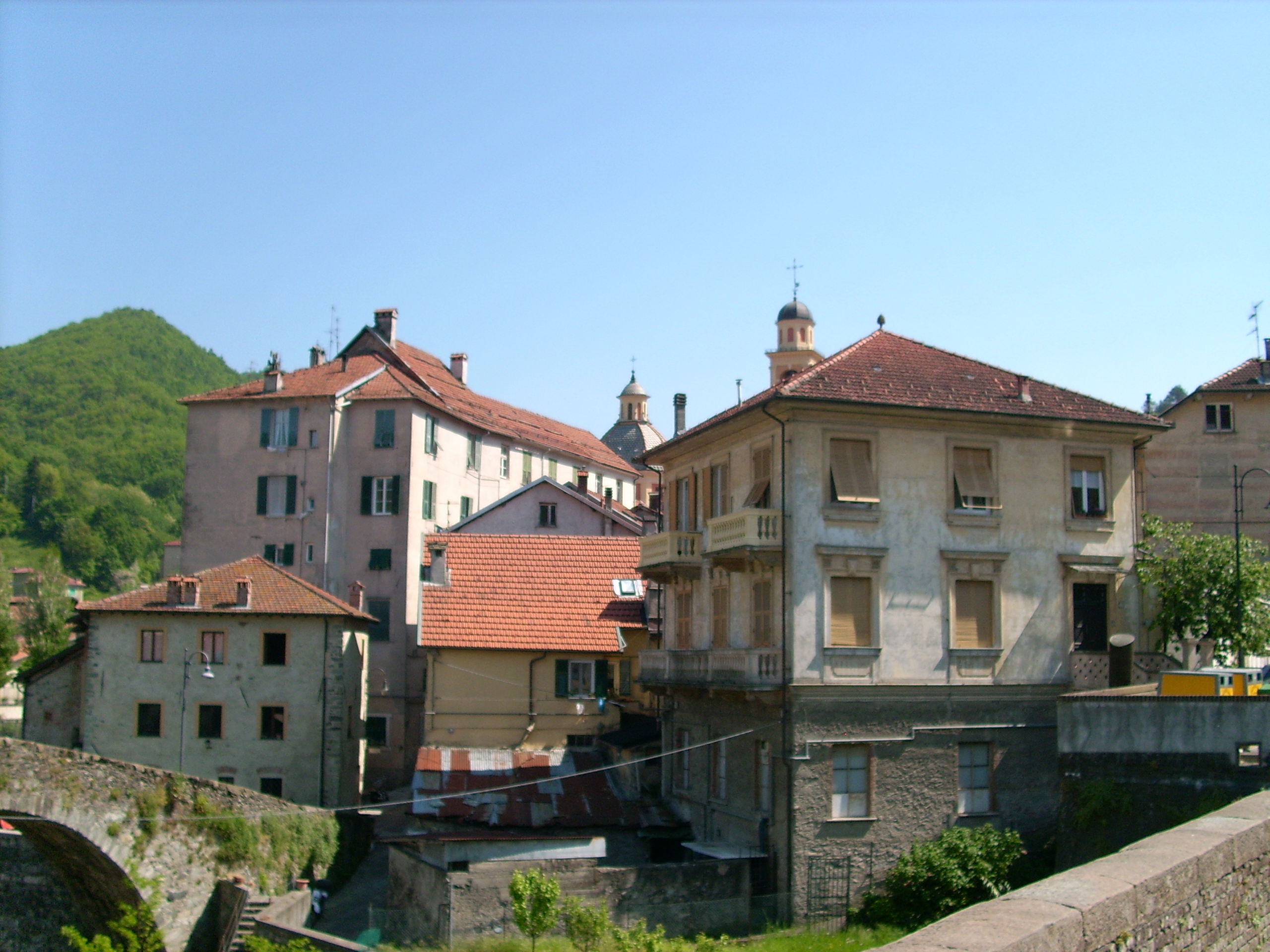
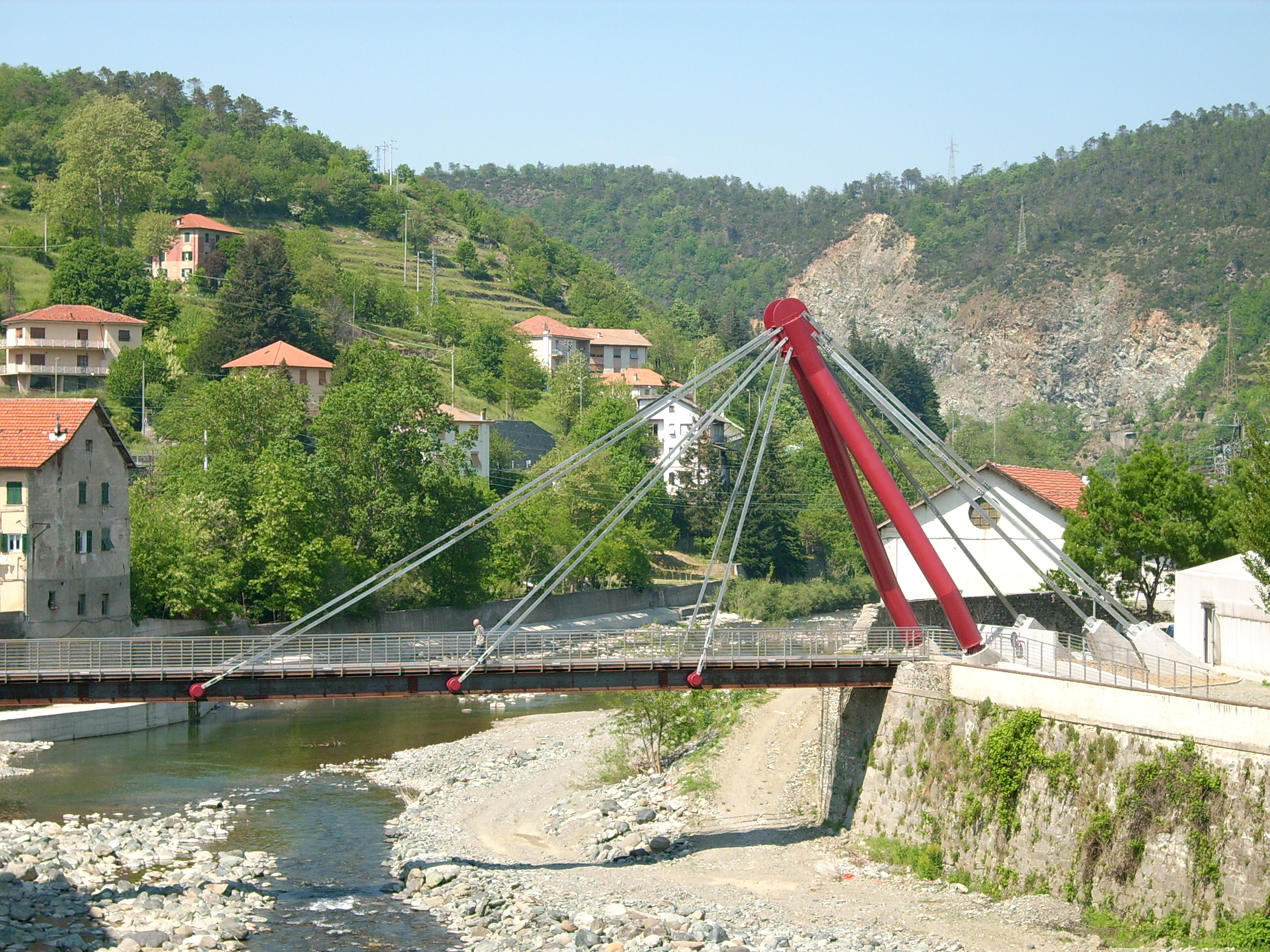
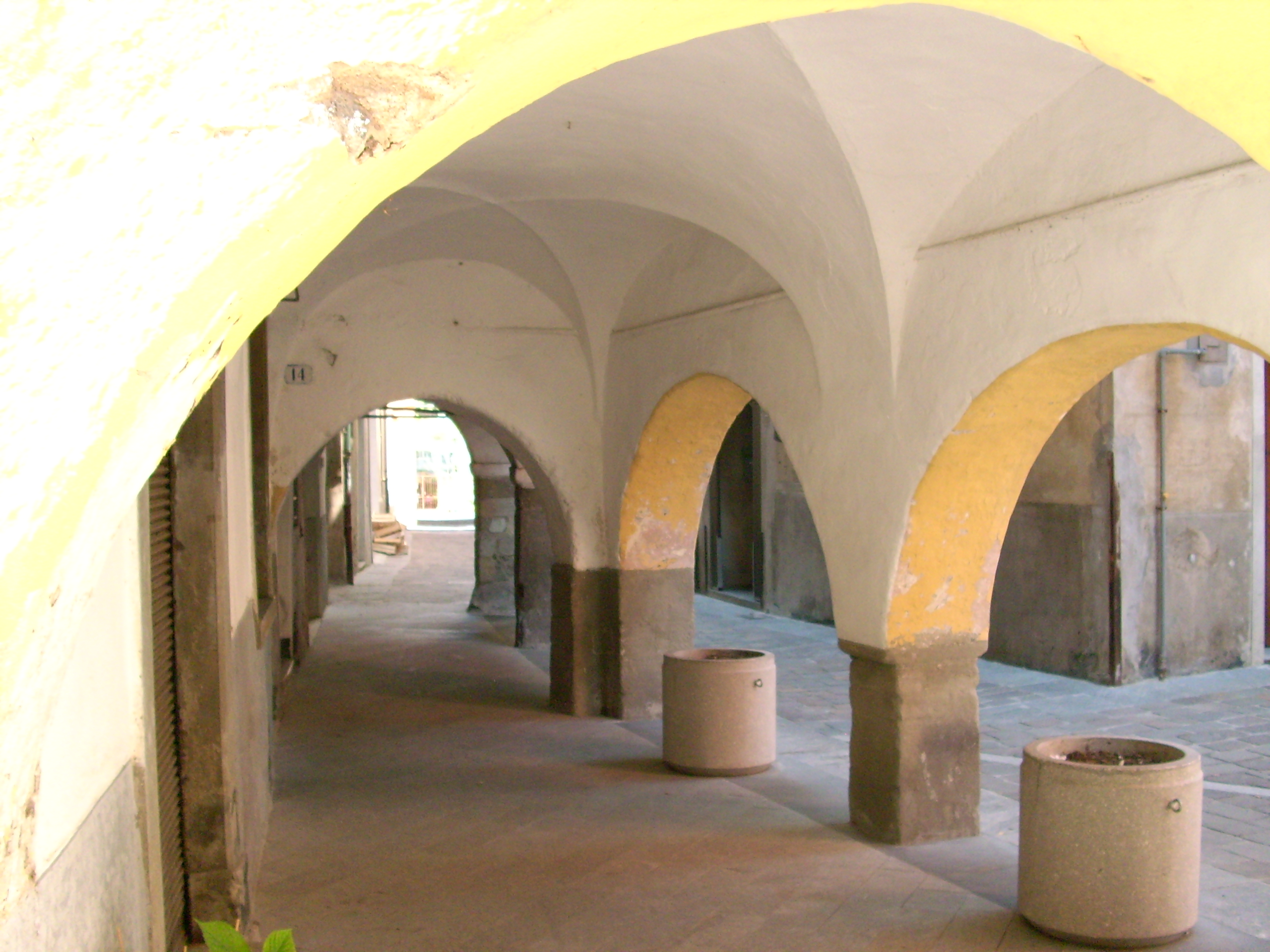
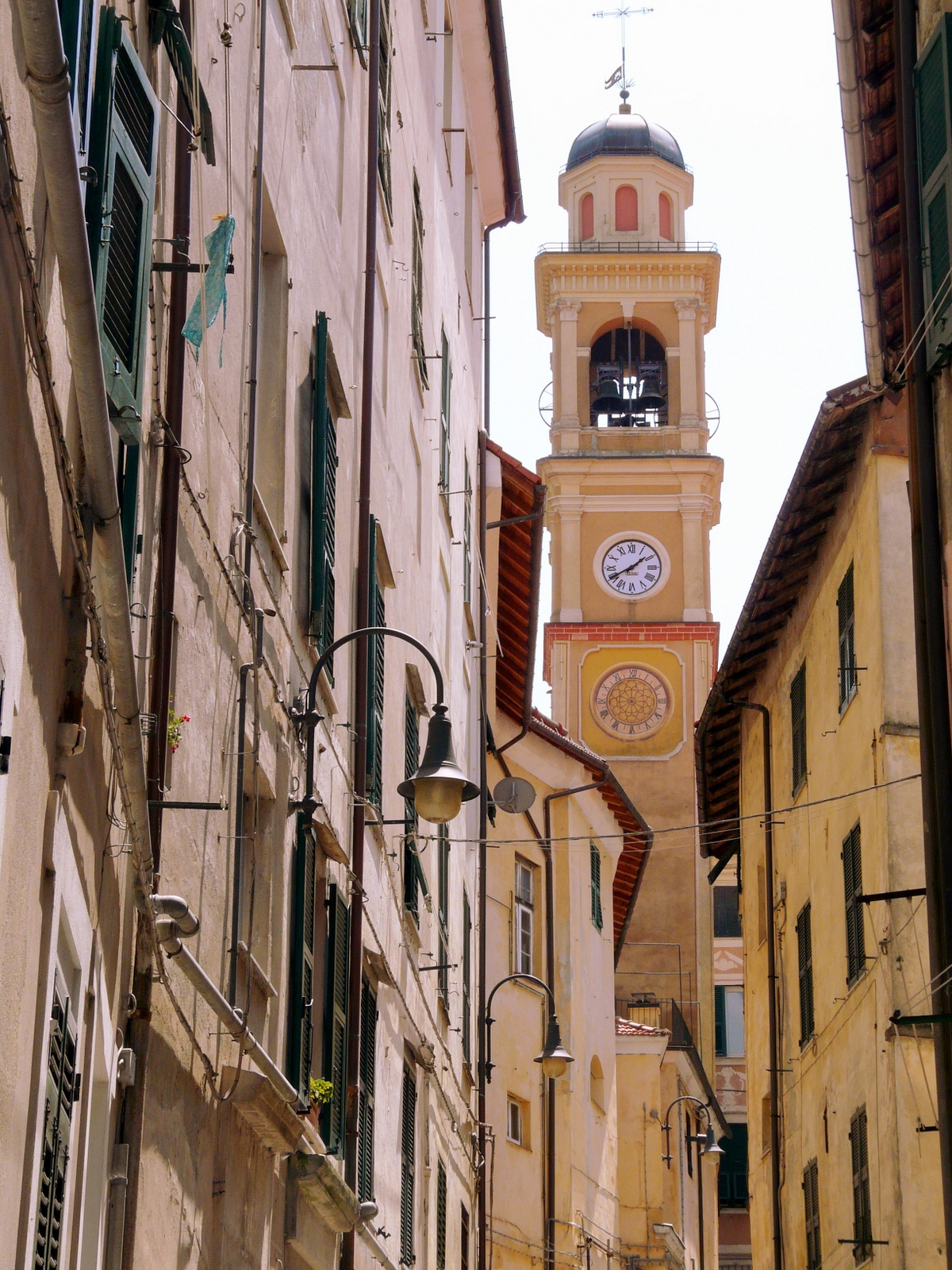
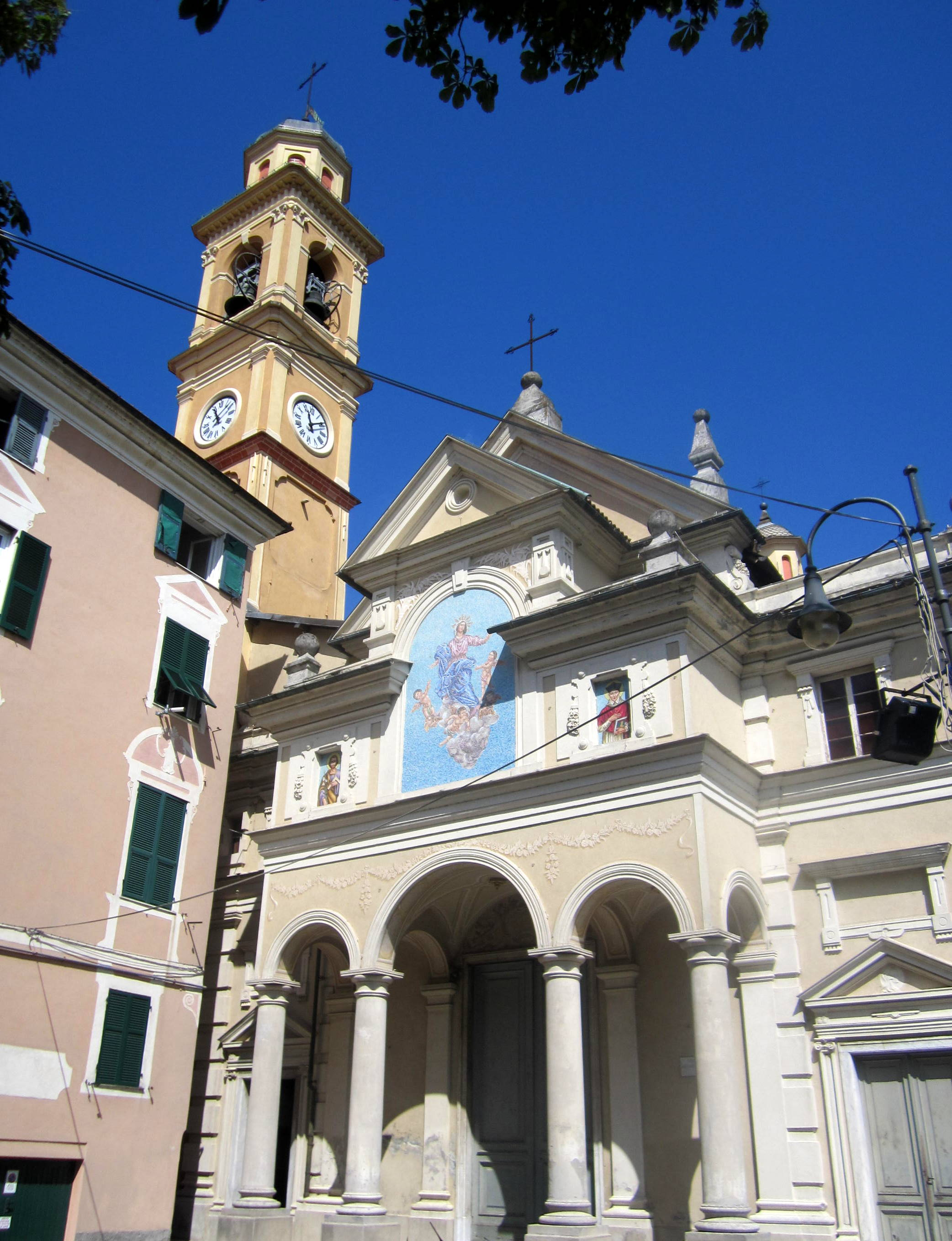
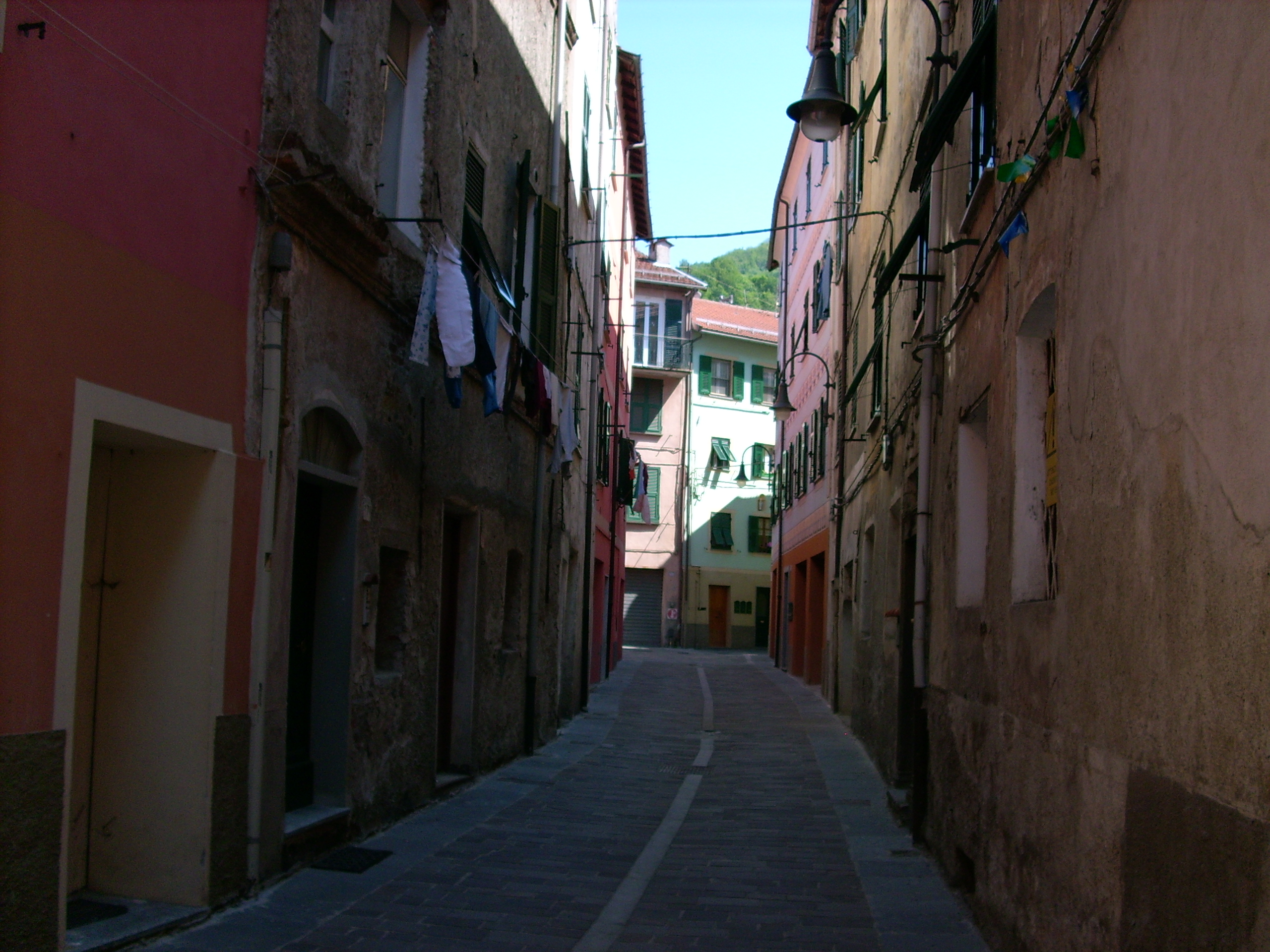
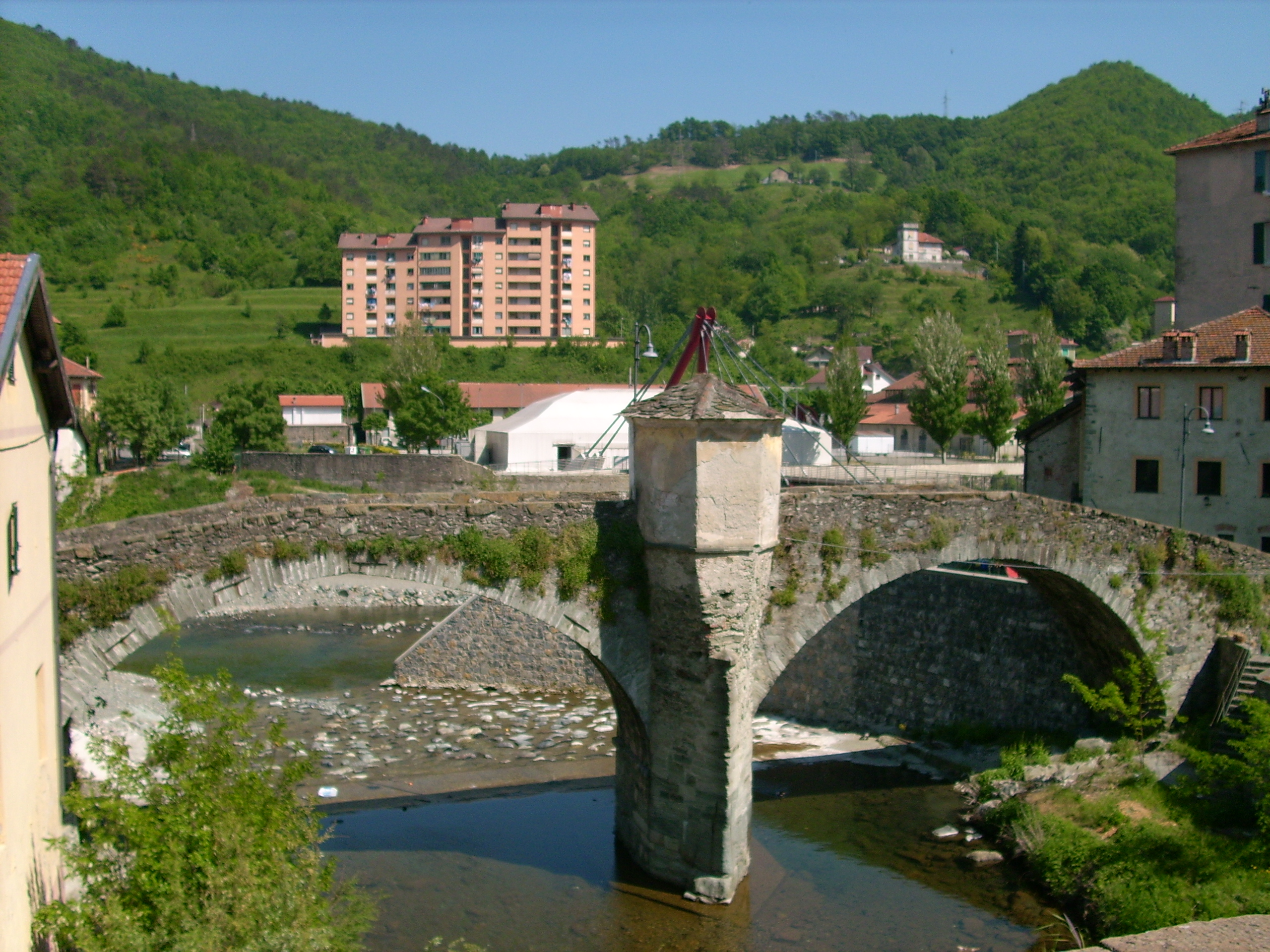
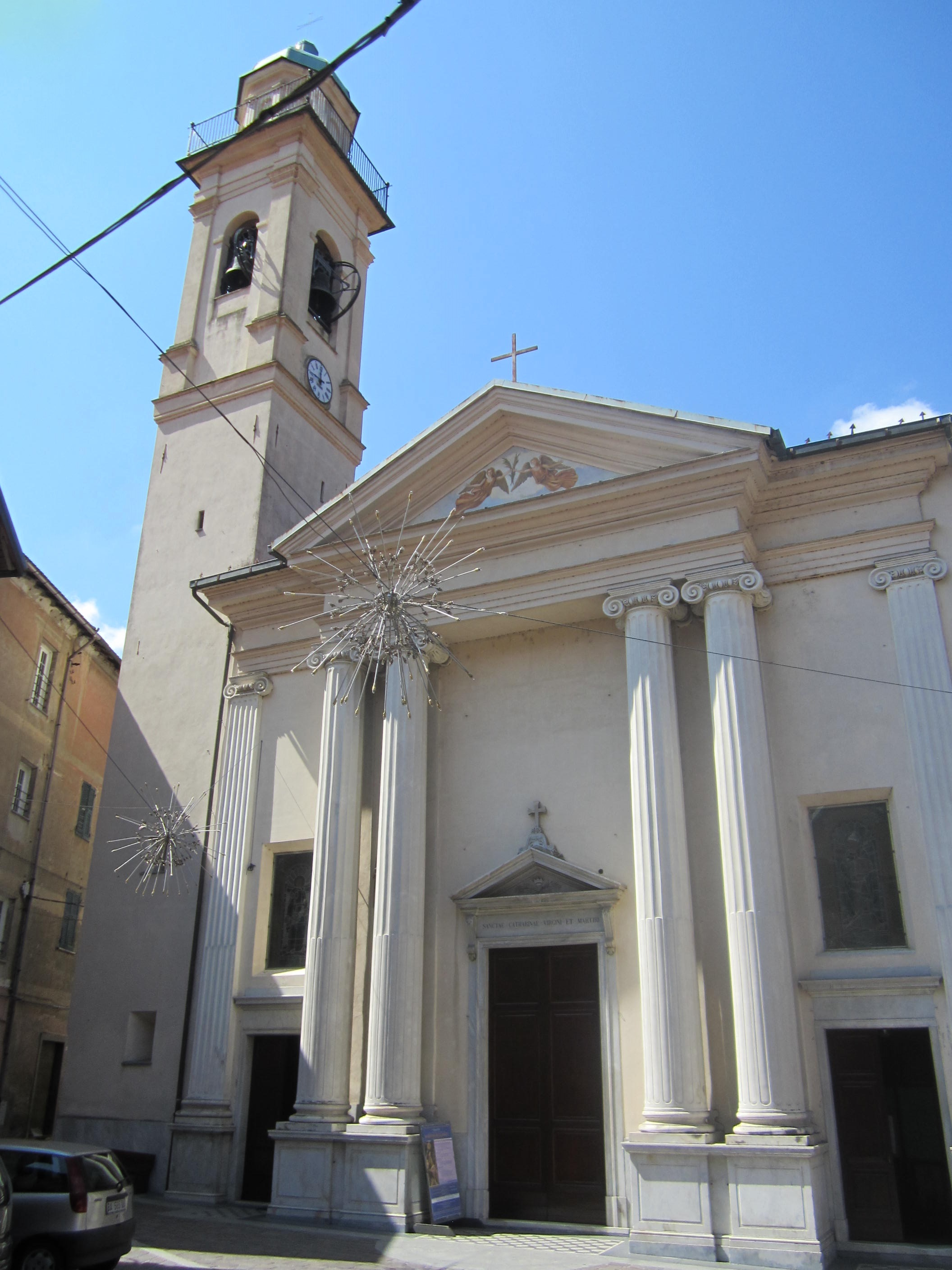
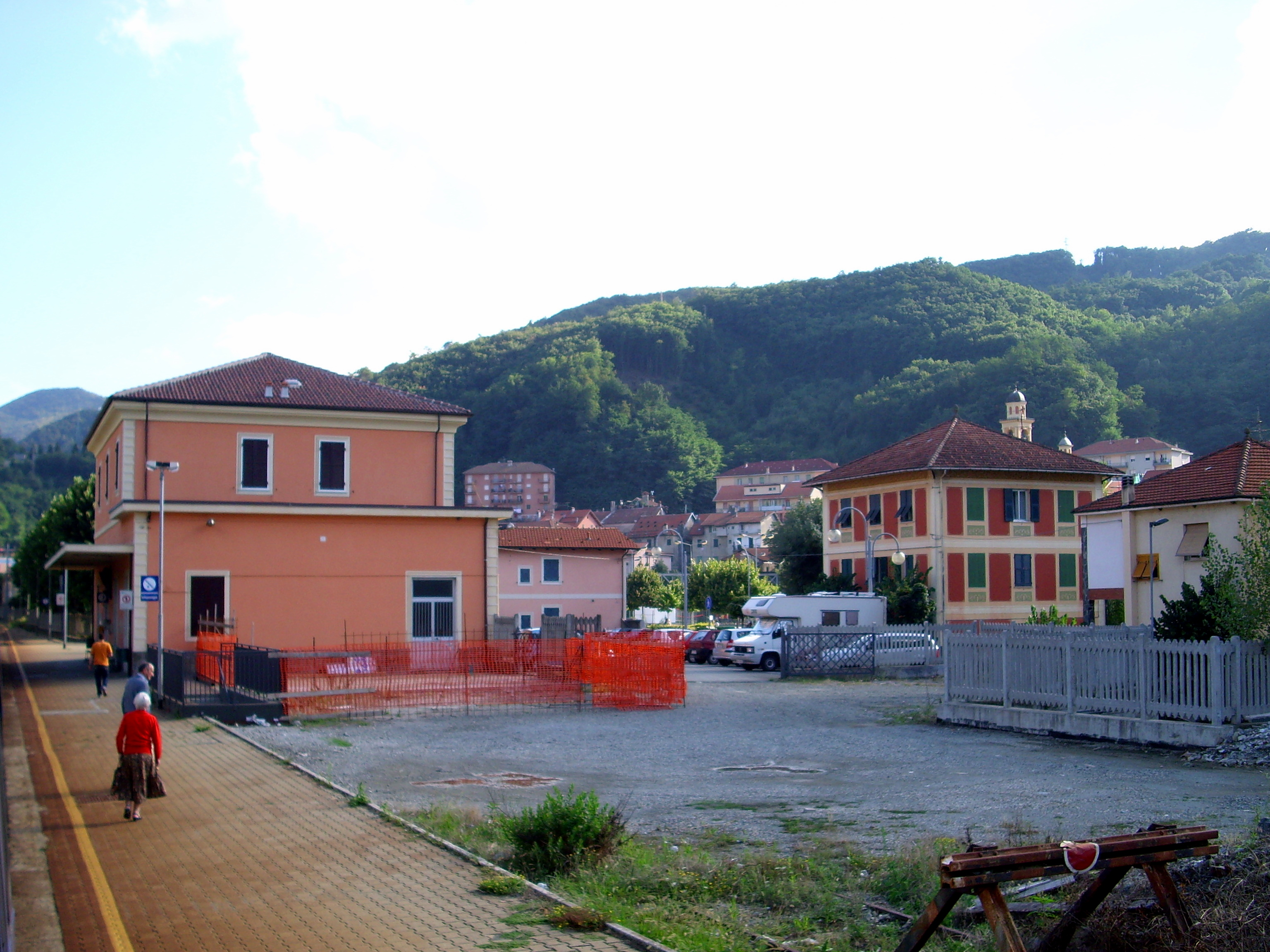
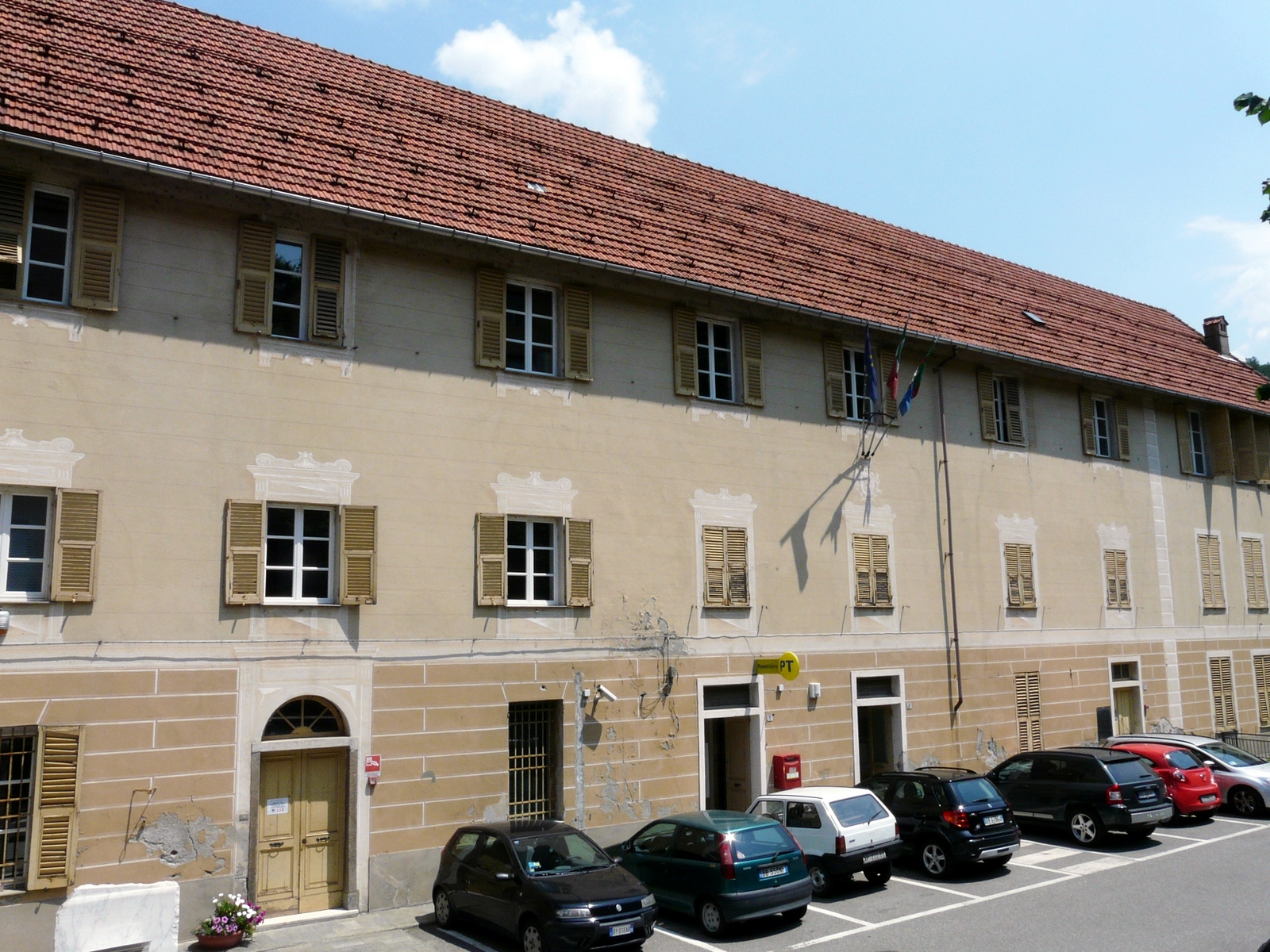